# Hybocamenta gabonensis
Hybocamenta gabonensis är en skalbaggsart som beskrevs av Brenske 1898. Hybocamenta gabonensis ingår i släktet Hybocamenta och familjen Melolonthidae. Inga underarter finns listade i Catalogue of Life.